# Бердюгино (Кемеровская область)
Бердю́гино — деревня в Крапивинском районе Кемеровской области. Входит в состав Мельковского сельского поселения.

## История
Название происходит от фамилии основателя Бердюгин.

## География
Центральная часть населённого пункта расположена на высоте 143 метров над уровнем моря.

## Население
По данным Всероссийской переписи населения 2010 года, в деревне Бердюгино проживает 192 человека (95 мужчин, 97 женщин).

## Известные уроженцы
- Пономарёва, Тамара Алексеевна (урожд. Бердюгина; 1939—2007) — поэт, писатель, публицист, автор популярных песен, кинодраматург, киноактёр[7][8].